# Marie Alžběta z Thun-Hohensteinu
Marie Alžběta z Thun-Hohensteinu (německy Maria Elisabeth von Thun und Hohenstein, po sňatku též v ruském přepise jako Елизавета Осиповна Разумовская / Jelizaveta Osipovna Razumovskaja, 26. dubna 1764, Vídeň - 23. prosince 1806) byla česko-rakouská šlechtična z významného rodu Thun-Hohensteinů na přelomu 18. a 19. století. Byla manželkou ruského vyslance ukrajinského původu ve Vídni, aristokrata Andreje Razumovského. Působila jako saloniérka a mecenáška slavných umělců.

## Životopis
Narodila se jako druhá dcera Františka Josefa z Thun-Hohensteinu a jeho manželky Marie Vilemíny, rozené hraběnky z Ulfeldtu, dcery politika Antonína Corfitze z Ulfeldu (1699–1770) a jeho ženy Marie Alžběty z Lobkovic (1726–1786). Starší sestra Marie Alžběty zemřela v kojeneckém věku ještě před jejím narozením. Později se narodily další děti, dcery Marie Kristýna a Marie Karolína a synové Ferdinand Josef a Josef Jan Antonín.
Její otec zastával funkci císařského komorníka, byl členem tajné rady a svobodným zednářem. Matka byla známá vídeňská saloniérka, v jejíž společnosti pobývali mj. hudebníci Wolfgang Amadeus Mozart, Ludwig van Beethoven, Joseph Haydn, Christoph Willibald Gluck, politici Gottfried van Swieten, Joseph von Sonnenfels a dokonce i samotný císař Josef II.
Od roku 1777 se do salonu dostal také budoucí manžel Marie Alžběty, ruský diplomat Andrej Kirillovič Razumovskij (1752–1836), jenž ve Vídni dva roky čekal na své jmenování v Neapoli. Láska k hudbě jej velmi sblížila s rodinou Thun-Hohensteinů. A po jeho návratu z Itálie v roce 1784 se zasnoubil s 20letou Alžbětou.

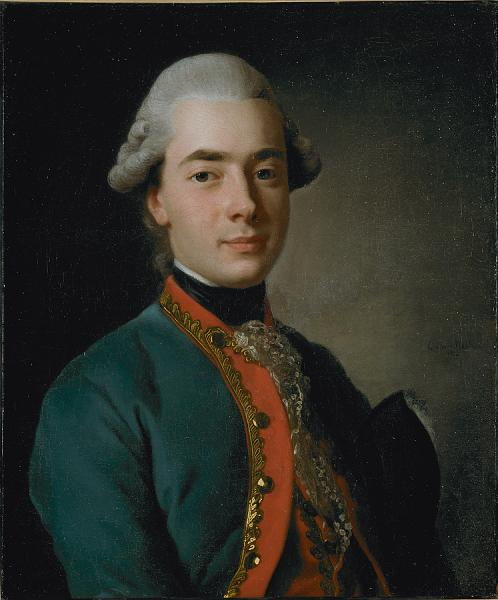
Portrét Andreje Razumovského, 1776

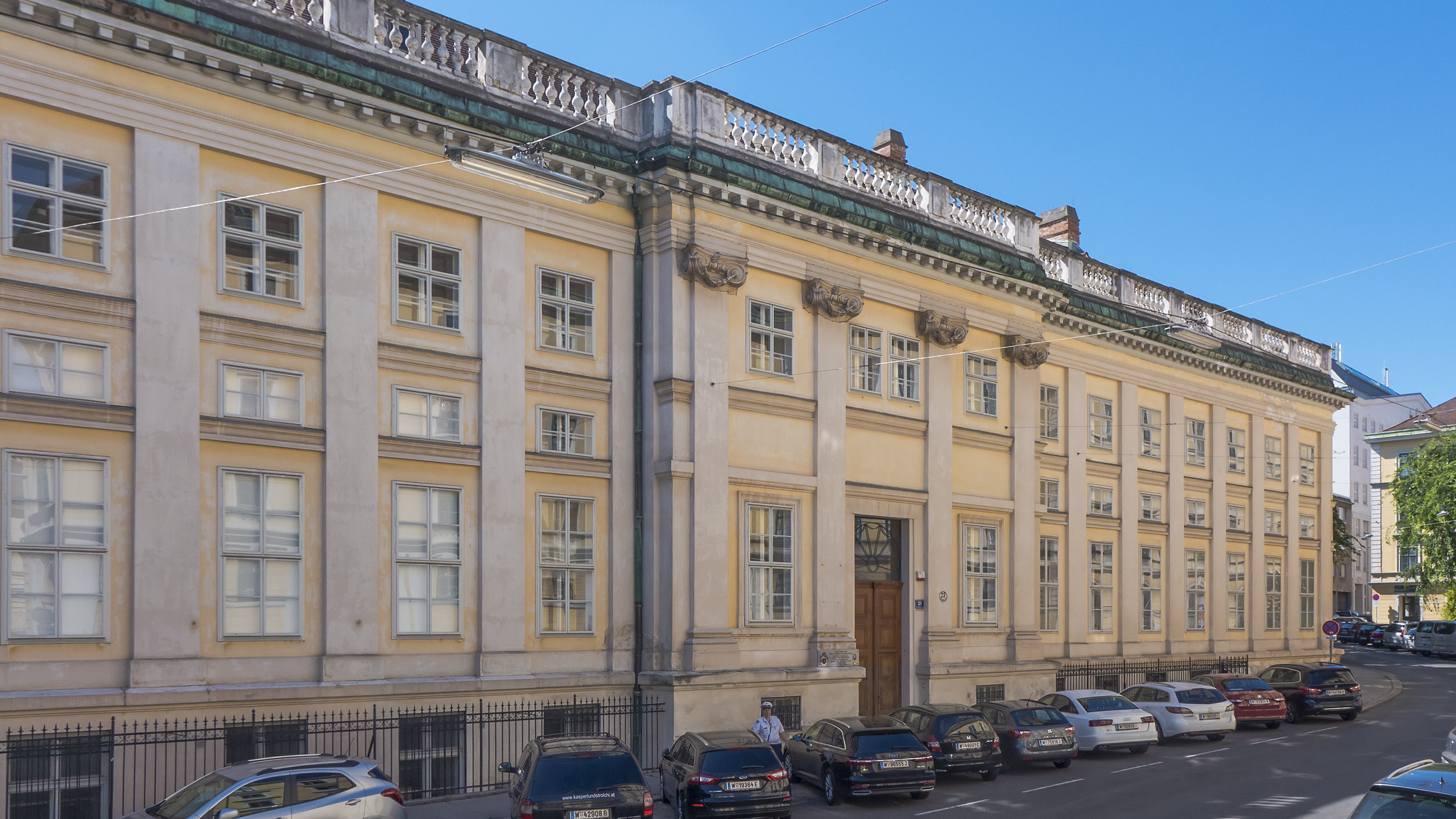
Palác Razumovských ve Vídni

Poté Andrej oficiálně odjel do Skandinávie, zpočátku do Dánska a brzy byl jmenován velvyslancem ve Švédsku. Po úspěšném splnění diplomatických úkolů opustil Razumovskij v srpnu 1788 Stockholm a v říjnu 1788 byli oddáni s Marií Alžbětou. Nevěsta byla popisována jako bledá a neduživá, nepříliš krásná, ale byla okouzlující a přitažlivá. Ženich byl popisován jako pohledný elegantní muž, který též plynně hovořil francouzsky a anglicky. K uzavření sňatku dostal povolení od svého otce, polního maršála Kyrila Grigorjeviče Razumovského i od samotné carevny Kateřiny II. Otec byl zpočátku proti sňatku svého milovaného syna s cizinkou, ale po nadšených recenzích na dívku od dcery Natálie a starého přítele generála Ivana Černyšova, svolil k sňatku.
Na jaře roku 1789 manželé odcestovali do Ruska, kde je po 11 letech přivítal starý otec. Marie Alžběta váženého dvořana okouzlila svou dobrotou, laskavostí a veselou a živou povahou a stala se jeho oblíbenou snachou. Kirill Grigorjevič daroval novomanželům na znamení náklonnosti svůj portrét, od Pompea Batoniho z roku 1767. Alžbětě se dokonce podařilo navázat určitý vztah se Sofií Apraksinou příbuzná hraběte, která spravovala domácnost, známá svou přísnou povahou.
Rodina nejprve žila v Moskvě, kde Razumovští vlastnili mnoho nemovitostí, a po svolení carevny v říjnu 1789 odjeli do Petrohradu. V Rusku však pobyli jen krátce, již na podzim roku 1790 byl Razumovskij přidělen do Vídně jako asistent knížete Dmitrije Golicyna. Jistou roli v tomto rozhodnutí hrálo také, Alžbětin vídeňský původ a dobré kontakty.

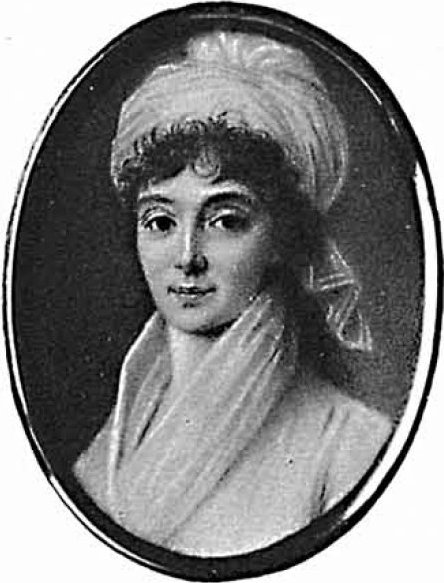
Alžběta z Thun-Hohensteinu

Razumovští neměli děti. Hraběnka nežárlila, i když k tomu její manžel zavdával mnoho důvodů. Až do konce svého života zůstala oblíbenkyní vyšší společnosti. Její večírky navštěvovali významné osobnosti, vítáni zde byly umělci a sama hostitelka byla milovnicí hudby a zpěvačkou s příjemným hlasem.
Razumovskij byl odpůrcem bonapartismu a na Alžbětiných večírcích se hrnuli zapřisáhlí nepřátelé Napoleona, takže její salon v posledních letech získal politický nádech.
V březnu 1799 jí polní maršál hrabě Suvorov daroval řetěz se zlatým srdcem, který nosila každý den.
Koncem září 1799 hraběte Razumovského odvolal ruský císař Pavel I. zpět do Ruska a nařídil mu žít v Baturinu, zatímco Alžběta a její nemocná matka zůstaly ve Vídni. Po nástupu Alexandra I. na ruský trůn získal hrabě Andrej opět post velvyslance ve Vídni a v roce 1802 se vrátil do Rakouska.
Hraběnka Marie Alžběta z Thun-Hohensteinu-Razumovská zemřela po dlouhé nemoci ve Vídni v prosinci 1806. Její manžel ji přežil o 30 let.